# تشارلز ليوبولد ماير
تشارلز ليوبولد ماير (بالفرنسية: Charles Léopold Mayer)‏ هو مهندس وكيميائي فرنسي، ولد في 1881 في باريس في فرنسا، وتوفي في 1971.